# キステム
キステム株式会社 (KISTEM Co., Ltd.) は、滋賀県大津市浜大津に本店を置くシステムインテグレーターである。

## 沿革
- 1969年9月4日 - メインフレームコンピュータを導入していなかった滋賀県の要請により、大津市浜大津にて、東芝、滋賀銀行等の出資を仰ぎ、井門一族の同族会社として、滋賀県初の情報処理センターとして株式会社滋賀トスバックセンター設立。トスバックとは東芝のメインフレーム機のブランドである。
- 1976年　大津におの浜分室開設
- 1980年 - 東芝のメインフレーム事業からの実質撤退に伴い（東芝は日本電気との合弁で日電東芝情報システムを通じてメインフレーム機を販売するが、出資比率は日本電気が高かった。）、日本電気、日本電気情報サービス（現NECネクサソリューションズ）の出資を仰ぎ、近畿情報システム株式会社へ商号変更。京都営業所開設
- 1981年 - 日本電気の特約店となり、NECマイコンショップシステムイン滋賀を開設。
- 1988年 - 通産省「電子計算機システム安全対策実施事業所」認定
- 1990年 - 大津支社開設
- 1993年 - キステム株式会社に商号変更。NECマイコンショップシステムイン滋賀をNECマイコンショップニューメディアプラザKIS OTSUに名称変更。
- 1995年 - 株式会社ビワローブを設立しインターネットプロバイダ事業開始。
- 1996年 - 株式会社生物流体力学研究所を設立し環境関連事業開始。
- 1998年 - 海外事業開始。キステムマレーシア株式会社設立。キステムタイランド株式会社設立。情報処理センター開設
- 2000年 - 株式会社コムサーブを設立しコンテンツ企画サービス事業開始。ISO9001認証取得。
- 2001年 - グループ会社表示を「GATE-GROUP」に統一
- 2002年 - キステム第7ビル竣工。株式会社コムサーブ滋賀支店開設
- 2004年 - ISO14001認証取得。プライバシーマーク取得。
- 2005年 - 湖南立門子信息系統有限公司を中華人民共和国湖南省にて設立し携帯電話コンテンツサービス、並びにシステム開発事業開始。
- 2010年 - 湖南立門餐飲有限公司を中華人民共和国湖南省に設立し、食文化事業を開始。
中華人民共和国湖南省靖港古鎮にて日本国の家庭料理、また湖南料理を提供する「立門堂」オープン。
- 2011年 - ISO27001認証取得
- 2012年 - 株式会社奈良情報システムを子会社化
- 2013年 - クラウド対応データセンター開設
- 2016年 - 子会社の株式会社ビワローブを吸収合併。オフィスシステムサービス株式会社を子会社化
- 2017年 - 株式会社NSCシステムを子会社化

## 事業内容
- システム・ソフトウェアの企画・開発（官公庁・自治体向け、流通業界向け、製造業界向け、教育機関向け、医療機関向け）
- インターネットサービス
- アウトソーシングサービス（ヒューマンリソースサービス、ホスティング・ハウジングサービス、クラウドサービス、データエントリーサービス）
- コンピュータシステムの販売
- 情報処理サービス
- 環境関連事業
- 海外関連事業

## 事業所
- 本社ビル（経営管理室・営業部・システム営業部・EO部）
- キステム第2ビル（システム技術部・基盤技術部）
- 東京支社（1983年開設）
- 大阪支社（1981年開設）
- 京都支社（1984年開設）
- 彦根営業所（1986年開設）

## 関連会社
- キステム株式会社（奈良本社）-（旧：株式会社奈良情報システム）同名であるが別会社として運営。
- Gateシステムズ株式会社（旧：オフィスシステムサービス株式会社 ）
- Gateテクノロジーズ株式会社（旧：株式会社NSCシステム）
- 日本通信産業(株)
- ケイアイ興業株式会社 - 賃貸ビジネスビル運営
- 知新システム株式会社（ホテルブルーレーク大津）- ビジネスホテルの運営
- 湖南立門子信息系統有限公司 - 中華人民共和国におけるシステムインテグレーション事業